# Eurico da Silva Baltazar Brites
Pour les articles homonymes, voir Brites.
Eurico da Silva Baltazar Brites est un colonel de l'armée de terre portugaise (Exército Português) du XXe siècle. Il est nommé commandant de l'armée portugaise en 1941, après la signature du Pacte Ibérique entre Salazar et Franco (7 mars 1939), alors que l'Europe est entrée de plain-pied dans la Seconde Guerre mondiale.
À l'époque (de 1939 à 1945), en dépit de sa neutralité officielle, le Portugal aide les Alliés et permet au Royaume-Uni et aux États-Unis d'utiliser les bases aériennes des Açores.